# Amtsgericht Spandau

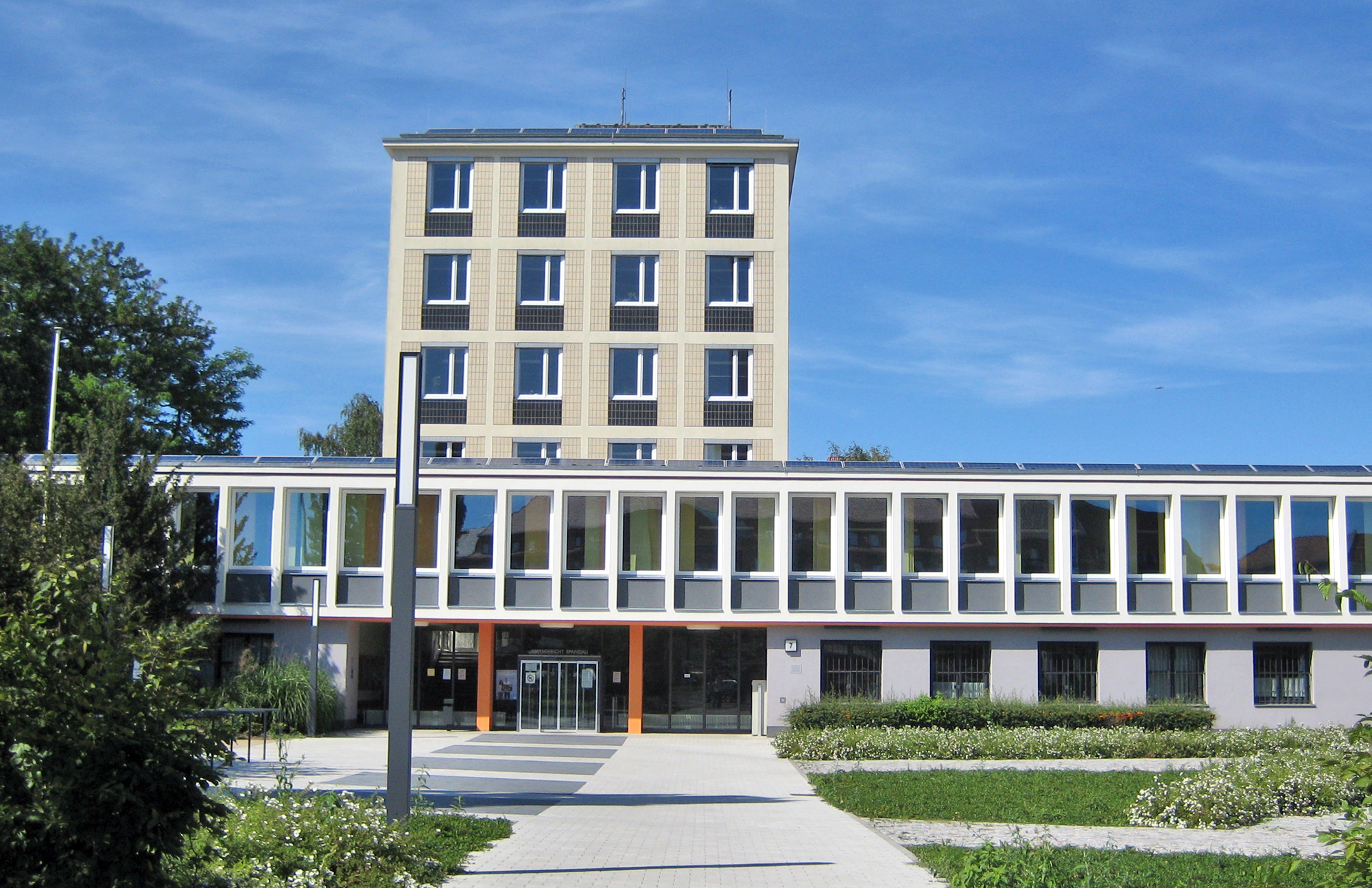
Gebäude des Amtsgerichts Spandau (2010)

Das Amtsgericht Spandau ist ein Gericht der ordentlichen Gerichtsbarkeit und eines von elf Amtsgerichten im Land Berlin. Gerichtspräsidentin ist Claudia Dobrikat, Vizepräsident ist Paul Szeklinski. Das Amtsgericht hat seinen Sitz im Altstädter Ring 7 im Ortsteil Spandau. Der Gerichtsbezirk (Zuständigkeit) ist deckungsgleich mit dem Bezirk Spandau. Die Kosteneinziehungsstelle der Berliner Justiz ist dem Amtsgericht Spandau angegliedert.

## Übergeordnete Gerichte
Dem Amtsgericht Spandau ist das Landgericht Berlin übergeordnet. Zuständiges Oberlandesgericht ist das Kammergericht.

## Geschichte
In Spandau bestand von 1849 bis 1879 das Kreisgericht Spandau. Das Amtsgericht Spandau entstand zum 1. Oktober 1879 mit dem Inkrafttreten des Gerichtsverfassungsgesetzes. Es war dem Landgericht Berlin II und dieses dem Berliner Kammergericht nachgeordnet. Sein Gerichtsbezirk umfasste den Landkreis Osthavelland außer den Teilen, die den Amtsgerichten Cremmen, Fehrbellin, Nauen, Oranienburg und Potsdam zugeordnet waren. Mit vier Richterstellen (Stand: 1880) war es eines der mittelgroßen Amtsgerichte im Landgerichtsbezirk. Im Jahre 1899 wurde das Amtsgericht Spandau dem Landgericht Berlin III zugeteilt. Mit der Zusammenlegung der Berliner Landgerichte kam das Amtsgericht Spandau 1933 an das Landgericht Berlin. 
Nach dem Zweiten Weltkrieg wurde die Gerichtsorganisation kurzfristig neu geordnet. Die sowjetische Besatzungsmacht richtete in jedem Bezirk von Berlin ein Bezirksgericht ein. Entsprechend entstand zum 1. Juni 1945 das Bezirksgericht Spandau. Auch verkleinerte sich der Gerichtssprengel auf den Bezirk Spandau. Die Bezirksgerichte erhielten später wieder die Bezeichnungen Amtsgericht. Auf seiner zwölften Sitzung beschloss die Alliierte Kommandantur am 27. September 1945 die Gerichtsstruktur der besetzten Stadt. Man kehrte hierbei zu der traditionellen Aufteilung mit drei Instanzen zurück. Es wurden wieder zwölf Amtsgerichte, darunter das Amtsgericht Spandau, gebildet.
Um den Teil der Sprengels des Amtsgerichtes Spandau, der außerhalb von Berlin lag, abzudecken, wurde 1946 das Amtsgericht Falkensee gebildet. Dies betraf die Gemeinden Bötzow mit Neu-Bötzow, Dallgow-Döberitz, Elstal, Falkensee, Hennigsdorf, Nieder-Neuendorf, Rohrbeck, Schönwalde, Seeburg und Wansdorf. Daneben kamen Velten mit Pinnow zum Amtsgericht Oranienburg, Marwitz zum Amtsgericht Kremmen, Pausin zum Amtsgericht Nauen und Groß-Glienicke zum Amtsgericht Potsdam.